# Coupe de l'EHF masculine 2014-2015
Navigation
Coupe de l'EHF 2013-2014 Coupe de l'EHF 2015-2016
La Coupe de l'EHF 2014-2015 est la 34e édition de la Coupe de l'EHF masculine.
Elle a été remportée par le club allemand du Füchse Berlin qui a battu en finale ses compatriotes du HSV Hambourg.

## Formule
Les places sont allouées selon le coefficient EHF de chaque pays. 69 équipes participent à cette édition.
| Troisième tour de qualification | Troisième tour de qualification | Troisième tour de qualification | Troisième tour de qualification | Troisième tour de qualification | Troisième tour de qualification | Troisième tour de qualification | Troisième tour de qualification | Troisième tour de qualification | Troisième tour de qualification | Troisième tour de qualification | Troisième tour de qualification | Troisième tour de qualification | Troisième tour de qualification | Troisième tour de qualification | Troisième tour de qualification |
| --- | --- | --- | --- | --- | --- | --- | --- | --- | --- | --- | --- | --- | --- | --- | --- |
| - Füchse Berlin : Vainqueur de la Coupe d'Allemagne - HSV Hambourg: 4e du Championnat d'Allemagne - BM Granollers : 3e du Championnat d'Espagne - BM Huesca : 4e du Championnat d'Espagne - Saint-Pétersbourg HC : 2e du Championnat de Russie - RK Gorenje Velenje : 2e du Championnat Slovénie | - Füchse Berlin : Vainqueur de la Coupe d'Allemagne - HSV Hambourg: 4e du Championnat d'Allemagne - BM Granollers : 3e du Championnat d'Espagne - BM Huesca : 4e du Championnat d'Espagne - Saint-Pétersbourg HC : 2e du Championnat de Russie - RK Gorenje Velenje : 2e du Championnat Slovénie | - Füchse Berlin : Vainqueur de la Coupe d'Allemagne - HSV Hambourg: 4e du Championnat d'Allemagne - BM Granollers : 3e du Championnat d'Espagne - BM Huesca : 4e du Championnat d'Espagne - Saint-Pétersbourg HC : 2e du Championnat de Russie - RK Gorenje Velenje : 2e du Championnat Slovénie | - Füchse Berlin : Vainqueur de la Coupe d'Allemagne - HSV Hambourg: 4e du Championnat d'Allemagne - BM Granollers : 3e du Championnat d'Espagne - BM Huesca : 4e du Championnat d'Espagne - Saint-Pétersbourg HC : 2e du Championnat de Russie - RK Gorenje Velenje : 2e du Championnat Slovénie | - Füchse Berlin : Vainqueur de la Coupe d'Allemagne - HSV Hambourg: 4e du Championnat d'Allemagne - BM Granollers : 3e du Championnat d'Espagne - BM Huesca : 4e du Championnat d'Espagne - Saint-Pétersbourg HC : 2e du Championnat de Russie - RK Gorenje Velenje : 2e du Championnat Slovénie | - Füchse Berlin : Vainqueur de la Coupe d'Allemagne - HSV Hambourg: 4e du Championnat d'Allemagne - BM Granollers : 3e du Championnat d'Espagne - BM Huesca : 4e du Championnat d'Espagne - Saint-Pétersbourg HC : 2e du Championnat de Russie - RK Gorenje Velenje : 2e du Championnat Slovénie | - Füchse Berlin : Vainqueur de la Coupe d'Allemagne - HSV Hambourg: 4e du Championnat d'Allemagne - BM Granollers : 3e du Championnat d'Espagne - BM Huesca : 4e du Championnat d'Espagne - Saint-Pétersbourg HC : 2e du Championnat de Russie - RK Gorenje Velenje : 2e du Championnat Slovénie | - Füchse Berlin : Vainqueur de la Coupe d'Allemagne - HSV Hambourg: 4e du Championnat d'Allemagne - BM Granollers : 3e du Championnat d'Espagne - BM Huesca : 4e du Championnat d'Espagne - Saint-Pétersbourg HC : 2e du Championnat de Russie - RK Gorenje Velenje : 2e du Championnat Slovénie | - Équipes éliminées des tournois de qualification de Ligue des Champions - HT Tatran Prešov : 2e du groupe 1 - RK Vojvodina Novi Sad : 3e du groupe 1 - FC Porto : 2e du groupe 2 - Alpla HC Hard : 3e du groupe 2 - HCM Constanța : 2e du groupe 3 - Haslum HK : 3e du groupe 3 | - Équipes éliminées des tournois de qualification de Ligue des Champions - HT Tatran Prešov : 2e du groupe 1 - RK Vojvodina Novi Sad : 3e du groupe 1 - FC Porto : 2e du groupe 2 - Alpla HC Hard : 3e du groupe 2 - HCM Constanța : 2e du groupe 3 - Haslum HK : 3e du groupe 3 | - Équipes éliminées des tournois de qualification de Ligue des Champions - HT Tatran Prešov : 2e du groupe 1 - RK Vojvodina Novi Sad : 3e du groupe 1 - FC Porto : 2e du groupe 2 - Alpla HC Hard : 3e du groupe 2 - HCM Constanța : 2e du groupe 3 - Haslum HK : 3e du groupe 3 | - Équipes éliminées des tournois de qualification de Ligue des Champions - HT Tatran Prešov : 2e du groupe 1 - RK Vojvodina Novi Sad : 3e du groupe 1 - FC Porto : 2e du groupe 2 - Alpla HC Hard : 3e du groupe 2 - HCM Constanța : 2e du groupe 3 - Haslum HK : 3e du groupe 3 | - Équipes éliminées des tournois de qualification de Ligue des Champions - HT Tatran Prešov : 2e du groupe 1 - RK Vojvodina Novi Sad : 3e du groupe 1 - FC Porto : 2e du groupe 2 - Alpla HC Hard : 3e du groupe 2 - HCM Constanța : 2e du groupe 3 - Haslum HK : 3e du groupe 3 | - Équipes éliminées des tournois de qualification de Ligue des Champions - HT Tatran Prešov : 2e du groupe 1 - RK Vojvodina Novi Sad : 3e du groupe 1 - FC Porto : 2e du groupe 2 - Alpla HC Hard : 3e du groupe 2 - HCM Constanța : 2e du groupe 3 - Haslum HK : 3e du groupe 3 | - Équipes éliminées des tournois de qualification de Ligue des Champions - HT Tatran Prešov : 2e du groupe 1 - RK Vojvodina Novi Sad : 3e du groupe 1 - FC Porto : 2e du groupe 2 - Alpla HC Hard : 3e du groupe 2 - HCM Constanța : 2e du groupe 3 - Haslum HK : 3e du groupe 3 | - Équipes éliminées des tournois de qualification de Ligue des Champions - HT Tatran Prešov : 2e du groupe 1 - RK Vojvodina Novi Sad : 3e du groupe 1 - FC Porto : 2e du groupe 2 - Alpla HC Hard : 3e du groupe 2 - HCM Constanța : 2e du groupe 3 - Haslum HK : 3e du groupe 3 |
| Deuxième tour de qualification | | | | | | | | | | | | | | | |
| - MT Melsungen : 6e du Championnat d'Allemagne - SKA Minsk : 2e du Championnat de Biélorussie - Skjern Håndbold : 2e du Championnat du Danemark - Team Tvis Holstebro : 3e du Championnat du Danemark - SønderjyskE Håndbold : 4e du Championnat du Danemark - Reale Ademar León : 5e du Championnat d'Espagne - HBC Nantes : 4e du Championnat de France - Fenix Toulouse Handball : 5e du Championnat de France - Balatonfüredi KSE : 3e du Championnat de Hongrie - Tatabánya Carbonex KC : finaliste de la Coupe de Hongrie - Elverum Handball : 1er du Championnat de Norvège - Sporting Portugal : 2e du Championnat du Portugal - CS Știința MD Bacău : 2e du Championnat de Roumanie | - MT Melsungen : 6e du Championnat d'Allemagne - SKA Minsk : 2e du Championnat de Biélorussie - Skjern Håndbold : 2e du Championnat du Danemark - Team Tvis Holstebro : 3e du Championnat du Danemark - SønderjyskE Håndbold : 4e du Championnat du Danemark - Reale Ademar León : 5e du Championnat d'Espagne - HBC Nantes : 4e du Championnat de France - Fenix Toulouse Handball : 5e du Championnat de France - Balatonfüredi KSE : 3e du Championnat de Hongrie - Tatabánya Carbonex KC : finaliste de la Coupe de Hongrie - Elverum Handball : 1er du Championnat de Norvège - Sporting Portugal : 2e du Championnat du Portugal - CS Știința MD Bacău : 2e du Championnat de Roumanie | - MT Melsungen : 6e du Championnat d'Allemagne - SKA Minsk : 2e du Championnat de Biélorussie - Skjern Håndbold : 2e du Championnat du Danemark - Team Tvis Holstebro : 3e du Championnat du Danemark - SønderjyskE Håndbold : 4e du Championnat du Danemark - Reale Ademar León : 5e du Championnat d'Espagne - HBC Nantes : 4e du Championnat de France - Fenix Toulouse Handball : 5e du Championnat de France - Balatonfüredi KSE : 3e du Championnat de Hongrie - Tatabánya Carbonex KC : finaliste de la Coupe de Hongrie - Elverum Handball : 1er du Championnat de Norvège - Sporting Portugal : 2e du Championnat du Portugal - CS Știința MD Bacău : 2e du Championnat de Roumanie | - MT Melsungen : 6e du Championnat d'Allemagne - SKA Minsk : 2e du Championnat de Biélorussie - Skjern Håndbold : 2e du Championnat du Danemark - Team Tvis Holstebro : 3e du Championnat du Danemark - SønderjyskE Håndbold : 4e du Championnat du Danemark - Reale Ademar León : 5e du Championnat d'Espagne - HBC Nantes : 4e du Championnat de France - Fenix Toulouse Handball : 5e du Championnat de France - Balatonfüredi KSE : 3e du Championnat de Hongrie - Tatabánya Carbonex KC : finaliste de la Coupe de Hongrie - Elverum Handball : 1er du Championnat de Norvège - Sporting Portugal : 2e du Championnat du Portugal - CS Știința MD Bacău : 2e du Championnat de Roumanie | - MT Melsungen : 6e du Championnat d'Allemagne - SKA Minsk : 2e du Championnat de Biélorussie - Skjern Håndbold : 2e du Championnat du Danemark - Team Tvis Holstebro : 3e du Championnat du Danemark - SønderjyskE Håndbold : 4e du Championnat du Danemark - Reale Ademar León : 5e du Championnat d'Espagne - HBC Nantes : 4e du Championnat de France - Fenix Toulouse Handball : 5e du Championnat de France - Balatonfüredi KSE : 3e du Championnat de Hongrie - Tatabánya Carbonex KC : finaliste de la Coupe de Hongrie - Elverum Handball : 1er du Championnat de Norvège - Sporting Portugal : 2e du Championnat du Portugal - CS Știința MD Bacău : 2e du Championnat de Roumanie | - MT Melsungen : 6e du Championnat d'Allemagne - SKA Minsk : 2e du Championnat de Biélorussie - Skjern Håndbold : 2e du Championnat du Danemark - Team Tvis Holstebro : 3e du Championnat du Danemark - SønderjyskE Håndbold : 4e du Championnat du Danemark - Reale Ademar León : 5e du Championnat d'Espagne - HBC Nantes : 4e du Championnat de France - Fenix Toulouse Handball : 5e du Championnat de France - Balatonfüredi KSE : 3e du Championnat de Hongrie - Tatabánya Carbonex KC : finaliste de la Coupe de Hongrie - Elverum Handball : 1er du Championnat de Norvège - Sporting Portugal : 2e du Championnat du Portugal - CS Știința MD Bacău : 2e du Championnat de Roumanie | - MT Melsungen : 6e du Championnat d'Allemagne - SKA Minsk : 2e du Championnat de Biélorussie - Skjern Håndbold : 2e du Championnat du Danemark - Team Tvis Holstebro : 3e du Championnat du Danemark - SønderjyskE Håndbold : 4e du Championnat du Danemark - Reale Ademar León : 5e du Championnat d'Espagne - HBC Nantes : 4e du Championnat de France - Fenix Toulouse Handball : 5e du Championnat de France - Balatonfüredi KSE : 3e du Championnat de Hongrie - Tatabánya Carbonex KC : finaliste de la Coupe de Hongrie - Elverum Handball : 1er du Championnat de Norvège - Sporting Portugal : 2e du Championnat du Portugal - CS Știința MD Bacău : 2e du Championnat de Roumanie | - MT Melsungen : 6e du Championnat d'Allemagne - SKA Minsk : 2e du Championnat de Biélorussie - Skjern Håndbold : 2e du Championnat du Danemark - Team Tvis Holstebro : 3e du Championnat du Danemark - SønderjyskE Håndbold : 4e du Championnat du Danemark - Reale Ademar León : 5e du Championnat d'Espagne - HBC Nantes : 4e du Championnat de France - Fenix Toulouse Handball : 5e du Championnat de France - Balatonfüredi KSE : 3e du Championnat de Hongrie - Tatabánya Carbonex KC : finaliste de la Coupe de Hongrie - Elverum Handball : 1er du Championnat de Norvège - Sporting Portugal : 2e du Championnat du Portugal - CS Știința MD Bacău : 2e du Championnat de Roumanie | - Kaustik Volgograd : 4e du Championnat de Russie - Medvedi Perm : Vainqueur de la Coupe de Russie - RK Maribor Branik : 3e du Championnat de Slovénie - Eskilstuna Guif : 3e du Championnat de Suède - Pfadi Winterthur : 2e du Championnat de Suisse - HC Portovik Youjne : 2e du Championnat d'Ukraine - RK Nexe Našice : 2e du Championnat de Croatie - Équipes éliminées des tournois de qualification de Ligue des Champions - Bevo HC : 4e du groupe 1 - PJ Fasano : 4e du groupe 2 - Initia HC Hasselt : 4e du groupe 3 | - Kaustik Volgograd : 4e du Championnat de Russie - Medvedi Perm : Vainqueur de la Coupe de Russie - RK Maribor Branik : 3e du Championnat de Slovénie - Eskilstuna Guif : 3e du Championnat de Suède - Pfadi Winterthur : 2e du Championnat de Suisse - HC Portovik Youjne : 2e du Championnat d'Ukraine - RK Nexe Našice : 2e du Championnat de Croatie - Équipes éliminées des tournois de qualification de Ligue des Champions - Bevo HC : 4e du groupe 1 - PJ Fasano : 4e du groupe 2 - Initia HC Hasselt : 4e du groupe 3 | - Kaustik Volgograd : 4e du Championnat de Russie - Medvedi Perm : Vainqueur de la Coupe de Russie - RK Maribor Branik : 3e du Championnat de Slovénie - Eskilstuna Guif : 3e du Championnat de Suède - Pfadi Winterthur : 2e du Championnat de Suisse - HC Portovik Youjne : 2e du Championnat d'Ukraine - RK Nexe Našice : 2e du Championnat de Croatie - Équipes éliminées des tournois de qualification de Ligue des Champions - Bevo HC : 4e du groupe 1 - PJ Fasano : 4e du groupe 2 - Initia HC Hasselt : 4e du groupe 3 | - Kaustik Volgograd : 4e du Championnat de Russie - Medvedi Perm : Vainqueur de la Coupe de Russie - RK Maribor Branik : 3e du Championnat de Slovénie - Eskilstuna Guif : 3e du Championnat de Suède - Pfadi Winterthur : 2e du Championnat de Suisse - HC Portovik Youjne : 2e du Championnat d'Ukraine - RK Nexe Našice : 2e du Championnat de Croatie - Équipes éliminées des tournois de qualification de Ligue des Champions - Bevo HC : 4e du groupe 1 - PJ Fasano : 4e du groupe 2 - Initia HC Hasselt : 4e du groupe 3 | - Kaustik Volgograd : 4e du Championnat de Russie - Medvedi Perm : Vainqueur de la Coupe de Russie - RK Maribor Branik : 3e du Championnat de Slovénie - Eskilstuna Guif : 3e du Championnat de Suède - Pfadi Winterthur : 2e du Championnat de Suisse - HC Portovik Youjne : 2e du Championnat d'Ukraine - RK Nexe Našice : 2e du Championnat de Croatie - Équipes éliminées des tournois de qualification de Ligue des Champions - Bevo HC : 4e du groupe 1 - PJ Fasano : 4e du groupe 2 - Initia HC Hasselt : 4e du groupe 3 | - Kaustik Volgograd : 4e du Championnat de Russie - Medvedi Perm : Vainqueur de la Coupe de Russie - RK Maribor Branik : 3e du Championnat de Slovénie - Eskilstuna Guif : 3e du Championnat de Suède - Pfadi Winterthur : 2e du Championnat de Suisse - HC Portovik Youjne : 2e du Championnat d'Ukraine - RK Nexe Našice : 2e du Championnat de Croatie - Équipes éliminées des tournois de qualification de Ligue des Champions - Bevo HC : 4e du groupe 1 - PJ Fasano : 4e du groupe 2 - Initia HC Hasselt : 4e du groupe 3 | - Kaustik Volgograd : 4e du Championnat de Russie - Medvedi Perm : Vainqueur de la Coupe de Russie - RK Maribor Branik : 3e du Championnat de Slovénie - Eskilstuna Guif : 3e du Championnat de Suède - Pfadi Winterthur : 2e du Championnat de Suisse - HC Portovik Youjne : 2e du Championnat d'Ukraine - RK Nexe Našice : 2e du Championnat de Croatie - Équipes éliminées des tournois de qualification de Ligue des Champions - Bevo HC : 4e du groupe 1 - PJ Fasano : 4e du groupe 2 - Initia HC Hasselt : 4e du groupe 3 | - Kaustik Volgograd : 4e du Championnat de Russie - Medvedi Perm : Vainqueur de la Coupe de Russie - RK Maribor Branik : 3e du Championnat de Slovénie - Eskilstuna Guif : 3e du Championnat de Suède - Pfadi Winterthur : 2e du Championnat de Suisse - HC Portovik Youjne : 2e du Championnat d'Ukraine - RK Nexe Našice : 2e du Championnat de Croatie - Équipes éliminées des tournois de qualification de Ligue des Champions - Bevo HC : 4e du groupe 1 - PJ Fasano : 4e du groupe 2 - Initia HC Hasselt : 4e du groupe 3 |
| Premier tour de qualification | | | | | | | | | | | | | | | |
| - Bregenz Handball: Vainqueur de la Coupe d'Autriche - HC Gomel : 3e du Championnat de Biélorussie - Achilles Bocholt : 2e du Championnat de Belgique - GRK Varaždin : 3e du Championnat de Croatie - RK Dubrava Zagreb : 4e du Championnat de Croatie - HC Kehra : 1er du Championnat d'Estonie - London GD HC : 1er du Championnat de Grande-Bretagne - AC Diomidis Argous : 1er du Championnat de Grèce - Orosházi FKSE : 7e du Championnat de Hongrie - ÍB Vestmannaeyja : 1er du Championnat d'Islande - Haukar Hafnarfjörður : 2e du Championnat d'Islande - Maccabi Tel-Aviv : 1er du Championnat d'Israël - Maccabi Rishon LeZion : 2e du Championnat d'Israël - SSV Bozen Loacker : 2e du Championnat d'Italie - KH Besa Famiglia : 1er du Championnat du Kosovo - Handball Käerjeng : 1er du Championnat du Luxembourg - HB Esch : 2e du Championnat du Luxembourg | - Bregenz Handball: Vainqueur de la Coupe d'Autriche - HC Gomel : 3e du Championnat de Biélorussie - Achilles Bocholt : 2e du Championnat de Belgique - GRK Varaždin : 3e du Championnat de Croatie - RK Dubrava Zagreb : 4e du Championnat de Croatie - HC Kehra : 1er du Championnat d'Estonie - London GD HC : 1er du Championnat de Grande-Bretagne - AC Diomidis Argous : 1er du Championnat de Grèce - Orosházi FKSE : 7e du Championnat de Hongrie - ÍB Vestmannaeyja : 1er du Championnat d'Islande - Haukar Hafnarfjörður : 2e du Championnat d'Islande - Maccabi Tel-Aviv : 1er du Championnat d'Israël - Maccabi Rishon LeZion : 2e du Championnat d'Israël - SSV Bozen Loacker : 2e du Championnat d'Italie - KH Besa Famiglia : 1er du Championnat du Kosovo - Handball Käerjeng : 1er du Championnat du Luxembourg - HB Esch : 2e du Championnat du Luxembourg | - Bregenz Handball: Vainqueur de la Coupe d'Autriche - HC Gomel : 3e du Championnat de Biélorussie - Achilles Bocholt : 2e du Championnat de Belgique - GRK Varaždin : 3e du Championnat de Croatie - RK Dubrava Zagreb : 4e du Championnat de Croatie - HC Kehra : 1er du Championnat d'Estonie - London GD HC : 1er du Championnat de Grande-Bretagne - AC Diomidis Argous : 1er du Championnat de Grèce - Orosházi FKSE : 7e du Championnat de Hongrie - ÍB Vestmannaeyja : 1er du Championnat d'Islande - Haukar Hafnarfjörður : 2e du Championnat d'Islande - Maccabi Tel-Aviv : 1er du Championnat d'Israël - Maccabi Rishon LeZion : 2e du Championnat d'Israël - SSV Bozen Loacker : 2e du Championnat d'Italie - KH Besa Famiglia : 1er du Championnat du Kosovo - Handball Käerjeng : 1er du Championnat du Luxembourg - HB Esch : 2e du Championnat du Luxembourg | - Bregenz Handball: Vainqueur de la Coupe d'Autriche - HC Gomel : 3e du Championnat de Biélorussie - Achilles Bocholt : 2e du Championnat de Belgique - GRK Varaždin : 3e du Championnat de Croatie - RK Dubrava Zagreb : 4e du Championnat de Croatie - HC Kehra : 1er du Championnat d'Estonie - London GD HC : 1er du Championnat de Grande-Bretagne - AC Diomidis Argous : 1er du Championnat de Grèce - Orosházi FKSE : 7e du Championnat de Hongrie - ÍB Vestmannaeyja : 1er du Championnat d'Islande - Haukar Hafnarfjörður : 2e du Championnat d'Islande - Maccabi Tel-Aviv : 1er du Championnat d'Israël - Maccabi Rishon LeZion : 2e du Championnat d'Israël - SSV Bozen Loacker : 2e du Championnat d'Italie - KH Besa Famiglia : 1er du Championnat du Kosovo - Handball Käerjeng : 1er du Championnat du Luxembourg - HB Esch : 2e du Championnat du Luxembourg | - Bregenz Handball: Vainqueur de la Coupe d'Autriche - HC Gomel : 3e du Championnat de Biélorussie - Achilles Bocholt : 2e du Championnat de Belgique - GRK Varaždin : 3e du Championnat de Croatie - RK Dubrava Zagreb : 4e du Championnat de Croatie - HC Kehra : 1er du Championnat d'Estonie - London GD HC : 1er du Championnat de Grande-Bretagne - AC Diomidis Argous : 1er du Championnat de Grèce - Orosházi FKSE : 7e du Championnat de Hongrie - ÍB Vestmannaeyja : 1er du Championnat d'Islande - Haukar Hafnarfjörður : 2e du Championnat d'Islande - Maccabi Tel-Aviv : 1er du Championnat d'Israël - Maccabi Rishon LeZion : 2e du Championnat d'Israël - SSV Bozen Loacker : 2e du Championnat d'Italie - KH Besa Famiglia : 1er du Championnat du Kosovo - Handball Käerjeng : 1er du Championnat du Luxembourg - HB Esch : 2e du Championnat du Luxembourg | - Bregenz Handball: Vainqueur de la Coupe d'Autriche - HC Gomel : 3e du Championnat de Biélorussie - Achilles Bocholt : 2e du Championnat de Belgique - GRK Varaždin : 3e du Championnat de Croatie - RK Dubrava Zagreb : 4e du Championnat de Croatie - HC Kehra : 1er du Championnat d'Estonie - London GD HC : 1er du Championnat de Grande-Bretagne - AC Diomidis Argous : 1er du Championnat de Grèce - Orosházi FKSE : 7e du Championnat de Hongrie - ÍB Vestmannaeyja : 1er du Championnat d'Islande - Haukar Hafnarfjörður : 2e du Championnat d'Islande - Maccabi Tel-Aviv : 1er du Championnat d'Israël - Maccabi Rishon LeZion : 2e du Championnat d'Israël - SSV Bozen Loacker : 2e du Championnat d'Italie - KH Besa Famiglia : 1er du Championnat du Kosovo - Handball Käerjeng : 1er du Championnat du Luxembourg - HB Esch : 2e du Championnat du Luxembourg | - Bregenz Handball: Vainqueur de la Coupe d'Autriche - HC Gomel : 3e du Championnat de Biélorussie - Achilles Bocholt : 2e du Championnat de Belgique - GRK Varaždin : 3e du Championnat de Croatie - RK Dubrava Zagreb : 4e du Championnat de Croatie - HC Kehra : 1er du Championnat d'Estonie - London GD HC : 1er du Championnat de Grande-Bretagne - AC Diomidis Argous : 1er du Championnat de Grèce - Orosházi FKSE : 7e du Championnat de Hongrie - ÍB Vestmannaeyja : 1er du Championnat d'Islande - Haukar Hafnarfjörður : 2e du Championnat d'Islande - Maccabi Tel-Aviv : 1er du Championnat d'Israël - Maccabi Rishon LeZion : 2e du Championnat d'Israël - SSV Bozen Loacker : 2e du Championnat d'Italie - KH Besa Famiglia : 1er du Championnat du Kosovo - Handball Käerjeng : 1er du Championnat du Luxembourg - HB Esch : 2e du Championnat du Luxembourg | - Bregenz Handball: Vainqueur de la Coupe d'Autriche - HC Gomel : 3e du Championnat de Biélorussie - Achilles Bocholt : 2e du Championnat de Belgique - GRK Varaždin : 3e du Championnat de Croatie - RK Dubrava Zagreb : 4e du Championnat de Croatie - HC Kehra : 1er du Championnat d'Estonie - London GD HC : 1er du Championnat de Grande-Bretagne - AC Diomidis Argous : 1er du Championnat de Grèce - Orosházi FKSE : 7e du Championnat de Hongrie - ÍB Vestmannaeyja : 1er du Championnat d'Islande - Haukar Hafnarfjörður : 2e du Championnat d'Islande - Maccabi Tel-Aviv : 1er du Championnat d'Israël - Maccabi Rishon LeZion : 2e du Championnat d'Israël - SSV Bozen Loacker : 2e du Championnat d'Italie - KH Besa Famiglia : 1er du Championnat du Kosovo - Handball Käerjeng : 1er du Championnat du Luxembourg - HB Esch : 2e du Championnat du Luxembourg | - HC Klaipėda Dragūnas : 1er du Championnat de Lituanie - RK Strumica : 3e du Championnat de Macédoine - RK Lovćen Cetinje : 1er du Championnat du Monténégro - OCI Limburg Lions Geleen : 2e du Championnat des Pays-Bas - HV KRAS/Volendam : 3e du Championnat des Pays-Bas - NMC Górnik Zabrze : 3e de Championnat de Pologne - Talent MAT Plzeň : 1er de Championnat de République tchèque - HC Potaissa Turda : 1er de Championnat de Roumanie - HC Olimpus-85 Chișinău : 1er de Championnat de Moldavie - Dinamo Astrakhan : 5e de Championnat de Russie - RK Železničar Niš : Vainqueur de la Coupe de Serbie - HK Topoľčany : 2e de Championnat de Slovaquie - HC Sporta Hlohovec : 3e de Championnat de Slovaquie - IFK Kristianstad: 4e de Championnat de Suède - HC Kriens-Lucerne: 3e de Championnat de Suisse - BSV Berne: 4e de Championnat de Suisse - Bursa Nilüfer BK : Vainqueur de la Coupe de Turquie | - HC Klaipėda Dragūnas : 1er du Championnat de Lituanie - RK Strumica : 3e du Championnat de Macédoine - RK Lovćen Cetinje : 1er du Championnat du Monténégro - OCI Limburg Lions Geleen : 2e du Championnat des Pays-Bas - HV KRAS/Volendam : 3e du Championnat des Pays-Bas - NMC Górnik Zabrze : 3e de Championnat de Pologne - Talent MAT Plzeň : 1er de Championnat de République tchèque - HC Potaissa Turda : 1er de Championnat de Roumanie - HC Olimpus-85 Chișinău : 1er de Championnat de Moldavie - Dinamo Astrakhan : 5e de Championnat de Russie - RK Železničar Niš : Vainqueur de la Coupe de Serbie - HK Topoľčany : 2e de Championnat de Slovaquie - HC Sporta Hlohovec : 3e de Championnat de Slovaquie - IFK Kristianstad: 4e de Championnat de Suède - HC Kriens-Lucerne: 3e de Championnat de Suisse - BSV Berne: 4e de Championnat de Suisse - Bursa Nilüfer BK : Vainqueur de la Coupe de Turquie | - HC Klaipėda Dragūnas : 1er du Championnat de Lituanie - RK Strumica : 3e du Championnat de Macédoine - RK Lovćen Cetinje : 1er du Championnat du Monténégro - OCI Limburg Lions Geleen : 2e du Championnat des Pays-Bas - HV KRAS/Volendam : 3e du Championnat des Pays-Bas - NMC Górnik Zabrze : 3e de Championnat de Pologne - Talent MAT Plzeň : 1er de Championnat de République tchèque - HC Potaissa Turda : 1er de Championnat de Roumanie - HC Olimpus-85 Chișinău : 1er de Championnat de Moldavie - Dinamo Astrakhan : 5e de Championnat de Russie - RK Železničar Niš : Vainqueur de la Coupe de Serbie - HK Topoľčany : 2e de Championnat de Slovaquie - HC Sporta Hlohovec : 3e de Championnat de Slovaquie - IFK Kristianstad: 4e de Championnat de Suède - HC Kriens-Lucerne: 3e de Championnat de Suisse - BSV Berne: 4e de Championnat de Suisse - Bursa Nilüfer BK : Vainqueur de la Coupe de Turquie | - HC Klaipėda Dragūnas : 1er du Championnat de Lituanie - RK Strumica : 3e du Championnat de Macédoine - RK Lovćen Cetinje : 1er du Championnat du Monténégro - OCI Limburg Lions Geleen : 2e du Championnat des Pays-Bas - HV KRAS/Volendam : 3e du Championnat des Pays-Bas - NMC Górnik Zabrze : 3e de Championnat de Pologne - Talent MAT Plzeň : 1er de Championnat de République tchèque - HC Potaissa Turda : 1er de Championnat de Roumanie - HC Olimpus-85 Chișinău : 1er de Championnat de Moldavie - Dinamo Astrakhan : 5e de Championnat de Russie - RK Železničar Niš : Vainqueur de la Coupe de Serbie - HK Topoľčany : 2e de Championnat de Slovaquie - HC Sporta Hlohovec : 3e de Championnat de Slovaquie - IFK Kristianstad: 4e de Championnat de Suède - HC Kriens-Lucerne: 3e de Championnat de Suisse - BSV Berne: 4e de Championnat de Suisse - Bursa Nilüfer BK : Vainqueur de la Coupe de Turquie | - HC Klaipėda Dragūnas : 1er du Championnat de Lituanie - RK Strumica : 3e du Championnat de Macédoine - RK Lovćen Cetinje : 1er du Championnat du Monténégro - OCI Limburg Lions Geleen : 2e du Championnat des Pays-Bas - HV KRAS/Volendam : 3e du Championnat des Pays-Bas - NMC Górnik Zabrze : 3e de Championnat de Pologne - Talent MAT Plzeň : 1er de Championnat de République tchèque - HC Potaissa Turda : 1er de Championnat de Roumanie - HC Olimpus-85 Chișinău : 1er de Championnat de Moldavie - Dinamo Astrakhan : 5e de Championnat de Russie - RK Železničar Niš : Vainqueur de la Coupe de Serbie - HK Topoľčany : 2e de Championnat de Slovaquie - HC Sporta Hlohovec : 3e de Championnat de Slovaquie - IFK Kristianstad: 4e de Championnat de Suède - HC Kriens-Lucerne: 3e de Championnat de Suisse - BSV Berne: 4e de Championnat de Suisse - Bursa Nilüfer BK : Vainqueur de la Coupe de Turquie | - HC Klaipėda Dragūnas : 1er du Championnat de Lituanie - RK Strumica : 3e du Championnat de Macédoine - RK Lovćen Cetinje : 1er du Championnat du Monténégro - OCI Limburg Lions Geleen : 2e du Championnat des Pays-Bas - HV KRAS/Volendam : 3e du Championnat des Pays-Bas - NMC Górnik Zabrze : 3e de Championnat de Pologne - Talent MAT Plzeň : 1er de Championnat de République tchèque - HC Potaissa Turda : 1er de Championnat de Roumanie - HC Olimpus-85 Chișinău : 1er de Championnat de Moldavie - Dinamo Astrakhan : 5e de Championnat de Russie - RK Železničar Niš : Vainqueur de la Coupe de Serbie - HK Topoľčany : 2e de Championnat de Slovaquie - HC Sporta Hlohovec : 3e de Championnat de Slovaquie - IFK Kristianstad: 4e de Championnat de Suède - HC Kriens-Lucerne: 3e de Championnat de Suisse - BSV Berne: 4e de Championnat de Suisse - Bursa Nilüfer BK : Vainqueur de la Coupe de Turquie | - HC Klaipėda Dragūnas : 1er du Championnat de Lituanie - RK Strumica : 3e du Championnat de Macédoine - RK Lovćen Cetinje : 1er du Championnat du Monténégro - OCI Limburg Lions Geleen : 2e du Championnat des Pays-Bas - HV KRAS/Volendam : 3e du Championnat des Pays-Bas - NMC Górnik Zabrze : 3e de Championnat de Pologne - Talent MAT Plzeň : 1er de Championnat de République tchèque - HC Potaissa Turda : 1er de Championnat de Roumanie - HC Olimpus-85 Chișinău : 1er de Championnat de Moldavie - Dinamo Astrakhan : 5e de Championnat de Russie - RK Železničar Niš : Vainqueur de la Coupe de Serbie - HK Topoľčany : 2e de Championnat de Slovaquie - HC Sporta Hlohovec : 3e de Championnat de Slovaquie - IFK Kristianstad: 4e de Championnat de Suède - HC Kriens-Lucerne: 3e de Championnat de Suisse - BSV Berne: 4e de Championnat de Suisse - Bursa Nilüfer BK : Vainqueur de la Coupe de Turquie | - HC Klaipėda Dragūnas : 1er du Championnat de Lituanie - RK Strumica : 3e du Championnat de Macédoine - RK Lovćen Cetinje : 1er du Championnat du Monténégro - OCI Limburg Lions Geleen : 2e du Championnat des Pays-Bas - HV KRAS/Volendam : 3e du Championnat des Pays-Bas - NMC Górnik Zabrze : 3e de Championnat de Pologne - Talent MAT Plzeň : 1er de Championnat de République tchèque - HC Potaissa Turda : 1er de Championnat de Roumanie - HC Olimpus-85 Chișinău : 1er de Championnat de Moldavie - Dinamo Astrakhan : 5e de Championnat de Russie - RK Železničar Niš : Vainqueur de la Coupe de Serbie - HK Topoľčany : 2e de Championnat de Slovaquie - HC Sporta Hlohovec : 3e de Championnat de Slovaquie - IFK Kristianstad: 4e de Championnat de Suède - HC Kriens-Lucerne: 3e de Championnat de Suisse - BSV Berne: 4e de Championnat de Suisse - Bursa Nilüfer BK : Vainqueur de la Coupe de Turquie |

## Phase de qualification

### Premier tour
| Date Aller        | Club                   | Aller   | Total   | Retour  | Club                     | Date Retour       |
| ----------------- | ---------------------- | ------- | ------- | ------- | ------------------------ | ----------------- |
| 6 septembre 2014  | Achilles Bocholt       | 31 – 30 | 59 – 63 | 28 – 33 | RK Železničar Niš        | 13 septembre 2014 |
| 5 septembre 2014  | Bregenz Handball       | 28 – 24 | 64 – 50 | 36 – 26 | HC Klaipėda Dragūnas     | 6 septembre 2014  |
| 6 septembre 2014  | AC Diomidis Argous     | 19 – 30 | 36 – 60 | 17 – 30 | IFK Kristianstad         | 13 septembre 2014 |
| 6 septembre 2014  | HC Sporta Hlohovec     | 35 – 25 | 56 – 48 | 21 – 23 | Bursa Nilüfer BK         | 13 septembre 2014 |
| 13 septembre 2014 | RK Lovćen Cetinje      | 22 – 30 | 47 – 67 | 25 – 37 | HC Kriens-Lucerne        | 14 septembre 2014 |
| 6 septembre 2014  | HV KRAS/Volendam       | 29 – 32 | 52 – 55 | 23 – 23 | HK Topoľčany             | 13 septembre 2014 |
| 6 septembre 2014  | RK Dubrava Zagreb      | 26 – 30 | 55 – 63 | 29 – 33 | GRK Varaždin             | 13 septembre 2014 |
| 6 septembre 2014  | London GD HC           | 18 – 28 | 40 – 72 | 12 – 44 | OCI Limburg Lions Geleen | 7 septembre 2014  |
| 13 septembre 2014 | HC Olimpus-85 Chișinău | 28 – 34 | 56 – 62 | 28 – 28 | Orosházi FKSE            | 14 septembre 2014 |
| 13 septembre 2014 | Maccabi Tel-Aviv       | 25 – 32 | 55 – 67 | 30 – 35 | HC Potaissa Turda        | 14 septembre 2014 |
| 13 septembre 2014 | ÍB Vestmannaeyja       | 25 – 30 | 50 – 57 | 25 – 27 | Maccabi Rishon LeZion    | 14 septembre 2014 |
| 6 septembre 2014  | HSC Plzeň              | 26 – 26 | 50 – 43 | 24 – 17 | SSV Bozen Loacker        | 7 septembre 2014  |
| 6 septembre 2014  | BSV Berne              | 29 – 15 | 55 – 38 | 26 – 23 | HC Gomel                 | 13 septembre 2014 |
| 7 septembre 2014  | Haukar Hafnarfjörður   | 27 – 29 | 53 – 54 | 26 – 25 | Dinamo Astrakhan         | 14 septembre 2014 |
| 13 septembre 2014 | KH Besa Famiglia       | 31 – 32 | 63 – 55 | 32 – 23 | HC Kehra                 | 14 septembre 2014 |
| 6 septembre 2014  | NMC Górnik Zabrze      | 36 – 25 | 70 – 52 | 34 – 27 | RK Strumica              | 13 septembre 2014 |
| 6 septembre 2014  | HB Käerjeng            | 23 – 34 | 48 – 59 | 25-25   | HB Esch                  | 13 septembre 2014 |

### Deuxième tour
| Date Aller       | Club                | Aller   | Total   | Retour  | Club                     | Date Retour     |
| ---------------- | ------------------- | ------- | ------- | ------- | ------------------------ | --------------- |
| 1er octobre 2014 | MT Melsungen        | 34 – 27 | 57 – 53 | 23 – 26 | Fenix Toulouse Handball  | 19 octobre 2014 |
| 11 octobre 2014  | Elverum Handball    | 36 – 28 | 65 – 52 | 29 – 24 | Maccabi Rishon LeZion    | 12 octobre 2014 |
| 11 octobre 2014  | Eskilstuna Guif     | 29 – 27 | 55 – 52 | 26 – 25 | SønderjyskE Håndbold     | 18 octobre 2014 |
| 11 octobre 2014  | SKA Minsk           | 34 – 30 | 64 – 63 | 30 - 33 | NMC Górnik Zabrze        | 18 octobre 2014 |
| 11 octobre 2014  | HBC Nantes          | 42 – 27 | 72 – 53 | 30 – 26 | GRK Varaždin             | 18 octobre 2014 |
| 11 octobre 2014  | HK Topoľčany        | 32 – 25 | 59 – 49 | 27 – 24 | Targos Bevo HC           | 18 octobre 2014 |
| 11 octobre 2014  | Pfadi Winterthur    | 35 – 26 | 65 – 55 | 30 – 29 | RK Železničar Niš        | 18 octobre 2014 |
| 11 octobre 2014  | Sporting Portugal   | 34 – 24 | 62 – 57 | 28 – 33 | HC Sporta Hlohovec       | 18 octobre 2014 |
| 11 octobre 2014  | PJ Fasano           | 27 – 28 | 53 – 67 | 26 – 39 | HC Potaissa Turda        | 18 octobre 2014 |
| 11 octobre 2014  | BSV Berne           | 30 – 38 | 51 – 67 | 21 - 29 | Reale Ademar León        | 18 octobre 2014 |
| 11 octobre 2014  | Initia HC Hasselt   | 25 – 26 | 46 – 56 | 21 – 30 | Orosházi FKSE            | 18 octobre 2014 |
| 11 octobre 2014  | Balatonfüredi KSE   | 21 – 23 | 46 – 43 | 25 – 20 | Dinamo Astrakhan         | 19 octobre 2014 |
| 11 octobre 2014  | Bregenz Handball    | 27 – 36 | 59 – 72 | 32 – 36 | Skjern Håndbold          | 19 octobre 2014 |
| 11 octobre 2014  | HSC Plzeň           | 23 – 25 | 48 – 55 | 25 – 30 | Medvedi Perm             | 19 octobre 2014 |
| 12 octobre 2014  | Team Tvis Holstebro | 35 – 23 | 71 – 59 | 36 - 36 | HC Kriens-Lucerne        | 18 octobre 2014 |
| 12 octobre 2014  | RK Maribor Branik   | 26 – 25 | 50 – 61 | 24 – 36 | IFK Kristianstad         | 17 octobre 2014 |
| 18 octobre 2014  | HB Esch             | 24 – 25 | 49 – 50 | 25 - 25 | Tatabánya Carbonex KC    | 19 octobre 2014 |
| 18 octobre 2014  | CS Știința MD Bacău | 34 – 29 | 62 – 55 | 28 – 26 | OCI Limburg Lions Geleen | 19 octobre 2014 |
| 18 octobre 2014  | KH Besa Famiglia    | 25 – 40 | 51 – 83 | 26 – 43 | RK Nexe Našice           | 19 octobre 2014 |
| -                | Kaustik Volgograd   | 10 – 0  | 20¹ - 0 | 10 – 0  | HC Portovik Youjne       | -               |

¹ Note : Le club ukrainien du HC Portovik Youjne a déclaré forfait face au club russe du Kaustik Volgograd qui est donc qualifié pour le troisième tour.

### Troisième tour
Le tirage au sort a eu lieu le 21 octobre à 11 h à Vienne (Autriche).
| Date Aller       | Club                  | Aller   | Total    | Retour  | Club                 | Date Retour      |
| ---------------- | --------------------- | ------- | -------- | ------- | -------------------- | ---------------- |
| 22 novembre 2014 | FC Porto              | 29 – 24 | 54 – 52  | 25 – 28 | Reale Ademar León    | 29 novembre 2014 |
| 22 novembre 2014 | Team Tvis Holstebro   | 32 – 27 | 61 – 55  | 29 – 28 | CS Știința MD Bacău  | 29 novembre 2014 |
| 22 novembre 2014 | RK Nexe Našice        | 35 – 20 | 58 – 46  | 23 – 26 | HC Potaissa Turda    | 29 novembre 2014 |
| 23 novembre 2014 | Füchse Berlin         | 23 – 18 | 46 – 46* | 23 – 28 | HBC Nantes           | 30 novembre 2014 |
| 23 novembre 2014 | Kaustik Volgograd     | 31 – 28 | 57 – 64  | 26 – 36 | Haslum HK            | 29 novembre 2014 |
| 22 novembre 2014 | MT Melsungen          | 31 – 24 | 56 – 50  | 25 – 26 | HT Tatran Prešov     | 29 novembre 2014 |
| 19 novembre 2014 | IFK Kristianstad      | 27 – 29 | 55 – 55* | 28 – 26 | HSV Hambourg         | 30 novembre 2014 |
| 22 novembre 2014 | Alpla HC Hard         | 31 – 26 | 49 – 52  | 18 – 26 | Balatonfüredi KSE    | 29 novembre 2014 |
| 22 novembre 2014 | HCM Constanța         | 27 – 21 | 57 – 50  | 30 – 29 | Elverum Handball     | 29 novembre 2014 |
| 23 novembre 2014 | Tatabánya Carbonex KC | 23 – 22 | 47 – 54  | 24 – 32 | Saint-Pétersbourg HC | 28 novembre 2014 |
| 22 novembre 2014 | HK Topoľčany          | 26 – 28 | 51 – 60  | 25 – 32 | Pfadi Winterthur     | 30 novembre 2014 |
| 22 novembre 2014 | Eskilstuna Guif       | 32 – 24 | 55 – 50  | 23 – 26 | BM Huesca            | 29 novembre 2014 |
| 23 novembre 2014 | Sporting Portugal     | 27 – 25 | 50 – 50* | 23 – 25 | BM Granollers        | 30 novembre 2014 |
| 23 novembre 2014 | Medvedi Perm          | 34 – 37 | 63 – 76  | 29 – 39 | RK Gorenje Velenje   | 29 novembre 2014 |
| 23 novembre 2014 | Skjern Håndbold       | 40 – 20 | 72 – 45  | 32 – 25 | Orosházi FKSE        | 30 novembre 2014 |
| 22 novembre 2014 | RK Vojvodina Novi Sad | 27 – 22 | 52 – 50  | 25 – 28 | SKA Minsk            | 29 novembre 2014 |

* : Füchse Berlin, HSV Hambourg et BM Granollers qualifiés selon la règle du nombre de buts marqués à l'extérieur

## Phase de groupe
Le tirage au sort des groupes a été réalisé le 4 décembre 2014 :

### Légendes
| Légende liée au classement - Directement qualifié pour les demi-finale (en tant qu'organisateur du Final Four) - Qualifié pour les quarts de finale - Moins bon deuxième, donc éliminé - Éliminé (3e et 4e place) | Légende liée aux scores - Victoire à domicile - Match nul - Défaite à domicile |

### Groupe 1
|   | Équipe             | Pts | J | G | N | P | Bp  | Bc  | Diff |  | Résultats (dom.\ext.) |       |       |       |       |
| - | ------------------ | --- | - | - | - | - | --- | --- | ---- |  | --------------------- | ----- | ----- | ----- | ----- |
| 1 | HSV Hambourg       | 10  | 6 | 5 | 0 | 1 | 189 | 169 | 20   |  | HSV Hambourg          |       | 33-28 | 36-26 | 30-28 |
| 2 | RK Gorenje Velenje | 8   | 6 | 4 | 0 | 2 | 192 | 160 | 32   |  | RK Gorenje Velenje    | 31-32 |       | 34-21 | 30-26 |
| 3 | Haslum HK          | 4   | 6 | 2 | 0 | 4 | 160 | 194 | -34  |  | Haslum HK             | 34-32 | 22-34 |       | 23-27 |
| 4 | Pfadi Winterthur   | 2   | 6 | 1 | 0 | 5 | 160 | 178 | -18  |  | Pfadi Winterthur      | 22-26 | 26-35 | 31-34 |       |

### Groupe 2
|   | Équipe               | Pts | J | G | N | P | Bp  | Bc  | Diff |  | Résultats (dom.\ext.) |       |       |       |       |
| - | -------------------- | --- | - | - | - | - | --- | --- | ---- |  | --------------------- | ----- | ----- | ----- | ----- |
| 1 | Team Tvis Holstebro  | 10  | 6 | 4 | 2 | 0 | 185 | 168 | 17   |  | Team Tvis Holstebro   |       | 29-24 | 34-28 | 28-24 |
| 2 | BM Granollers        | 7   | 6 | 3 | 1 | 2 | 159 | 154 | 5    |  | BM Granollers         | 28-28 |       | 23-21 | 30-26 |
| 3 | HCM Constanța        | 4   | 6 | 1 | 2 | 3 | 163 | 178 | -15  |  | HCM Constanța         | 34-34 | 28-27 |       | 25-25 |
| 4 | Saint-Pétersbourg HC | 3   | 6 | 1 | 1 | 4 | 162 | 169 | -7   |  | Saint-Pétersbourg HC  | 30-32 | 22-27 | 35-27 |       |

### Groupe 3
|   | Équipe                | Pts | J | G | N | P | Bp  | Bc  | Diff |  | Résultats (dom.\ext.) |       |       |       |       |
| - | --------------------- | --- | - | - | - | - | --- | --- | ---- |  | --------------------- | ----- | ----- | ----- | ----- |
| 1 | Füchse Berlin         | 10  | 6 | 5 | 0 | 1 | 175 | 143 | 32   |  | Füchse Berlin         |       | 29-24 | 25-20 | 37-22 |
| 2 | Skjern Håndbold       | 10  | 6 | 5 | 0 | 1 | 164 | 147 | 17   |  | Skjern Håndbold       | 32-28 |       | 27-21 | 32-23 |
| 3 | FC Porto              | 4   | 6 | 2 | 0 | 4 | 142 | 152 | -10  |  | FC Porto              | 20-26 | 23-24 |       | 29-23 |
| 4 | RK Vojvodina Novi Sad | 0   | 6 | 0 | 0 | 6 | 143 | 182 | -39  |  | RK Vojvodina Novi Sad | 25-30 | 23-25 | 27-29 |       |

### Groupe 4
|   | Équipe            | Pts | J | G | N | P | Bp  | Bc  | Diff |  | Résultats (dom.\ext.) |       |       |       |       |
| - | ----------------- | --- | - | - | - | - | --- | --- | ---- |  | --------------------- | ----- | ----- | ----- | ----- |
| 1 | MT Melsungen      | 10  | 6 | 5 | 0 | 1 | 177 | 152 | 25   |  | MT Melsungen          |       | 31-27 | 34-26 | 29-23 |
| 2 | Eskilstuna Guif   | 8   | 6 | 3 | 2 | 1 | 165 | 156 | 9    |  | Eskilstuna Guif       | 27-25 |       | 33-24 | 24-24 |
| 3 | RK Nexe Našice    | 3   | 6 | 1 | 1 | 4 | 161 | 170 | -9   |  | RK Nexe Našice        | 25-28 | 29-29 |       | 26-27 |
| 4 | Balatonfüredi KSE | 3   | 6 | 1 | 1 | 4 | 140 | 165 | -25  |  | Balatonfüredi KSE     | 24-30 | 23-25 | 19-31 |       |

## Quarts de finale
| Date Aller    | Club               | Aller   | Total    | Retour  | Club                | Date Retour   |
| ------------- | ------------------ | ------- | -------- | ------- | ------------------- | ------------- |
| 11 avril 2015 | Eskilstuna Guif    | 29 – 26 | 50 – 53  | 21 – 27 | HSV Hambourg        | 19 avril 2015 |
| 11 avril 2015 | Skjern Håndbold    | 25 – 20 | 48* – 48 | 23 – 28 | MT Melsungen        | 19 avril 2015 |
| 11 avril 2015 | RK Gorenje Velenje | 28 – 27 | 59 – 57  | 31 – 30 | Team Tvis Holstebro | 19 avril 2015 |

*Le Skjern Håndbold est qualifié selon la règle du nombre de buts marqués à l'extérieur (23 contre 20 pour le MT Melsungen).

## Finale à quatre
La finale à quatre s'est déroulée dans la Max-Schmeling-Halle de Berlin.
|  | Demi-finales       | Demi-finales  |                        |    | Finale | Finale |
|  | Demi-finales       | Demi-finales  |                        |    | Finale | Finale |
|  |                    |               |                        |    |        |        |
|  |                    |               |                        |    |        |        |
|  |                    |               |                        |    |        |        |
|  | HSV Hambourg       | 27            |                        |    |        |        |
|  | HSV Hambourg       | 27            |                        |    |        |        |
|  | Skjern Håndbold    | 23            |                        |    |        |        |
|  | Skjern Håndbold    | 23            | HSV Hambourg           | 27 |        |        |
|  |                    |               | HSV Hambourg           | 27 |        |        |
|  |                    | Füchse Berlin | 30                     |    |        |        |
|  | Füchse Berlin      | Füchse Berlin | 30                     | 27 |        |        |
|  | Füchse Berlin      |               |                        | 27 |        |        |
|  | RK Gorenje Velenje | 23            |                        |    |        |        |
|  | RK Gorenje Velenje | 23            | Match pour la 3e place |    |        |        |
|  |                    |               |                        |    |        |        |
|  |                    |               |                        |    |        |        |
|  |                    |               |                        |    |        |        |
|  | Skjern Håndbold    | 27            |                        |    |        |        |
|  | Skjern Håndbold    | 27            |                        |    |        |        |
|  | RK Gorenje Velenje | 22            |                        |    |        |        |
|  | RK Gorenje Velenje | 22            |                        |    |        |        |

### Demi-finales
| 16 mai 2015 14h30 | Skjern Håndbold        | 23 - 27   | HSV Hambourg  | Max-Schmeling-Halle, Berlin Affluence : 6 614 Arbitrage : Evgeny Zotin, Nikolay Volodkov |
| 16 mai 2015 14h30 | Mikkelsen, Rasmussen 5 | (11 - 14) | Kentin Mahé 6 | Max-Schmeling-Halle, Berlin Affluence : 6 614 Arbitrage : Evgeny Zotin, Nikolay Volodkov |
| 16 mai 2015 14h30 | ×3 ×2                  | Rapport   | ×3 ×7         | Max-Schmeling-Halle, Berlin Affluence : 6 614 Arbitrage : Evgeny Zotin, Nikolay Volodkov |

| 16 mai 2015 17h30 | RK Gorenje Velenje | 24 - 27   | Füchse Berlin      | Max-Schmeling-Halle, Berlin Affluence : 7 116 Arbitrage : Andreu Marin Lorente, Ignacio Garcia Serradilla |
| 16 mai 2015 17h30 | Marko Dujmović 5   | (12 - 16) | Fredrik Petersen 6 | Max-Schmeling-Halle, Berlin Affluence : 7 116 Arbitrage : Andreu Marin Lorente, Ignacio Garcia Serradilla |
| 16 mai 2015 17h30 | ×3 ×4              | Rapport   | ×3 ×2              | Max-Schmeling-Halle, Berlin Affluence : 7 116 Arbitrage : Andreu Marin Lorente, Ignacio Garcia Serradilla |

### Match pour la3eplace
| 17 mai 2015 14h30 | RK Gorenje Velenje | 22 - 27   | Skjern Håndbold                    | Max-Schmeling-Halle, Berlin Affluence : 7 242 Arbitrage : Duarte Santos, Ricardo Fonseca |
| 17 mai 2015 14h30 | Mario Šoštarič 6   | (13 - 12) | Christensen, Møllgaard, Svensson 6 | Max-Schmeling-Halle, Berlin Affluence : 7 242 Arbitrage : Duarte Santos, Ricardo Fonseca |
| 17 mai 2015 14h30 | ×2 ×1              | Rapport   | ×3                                 | Max-Schmeling-Halle, Berlin Affluence : 7 242 Arbitrage : Duarte Santos, Ricardo Fonseca |

### Finale
| 17 mai 2015 17h30 | Füchse Berlin        | 30 - 27   | HSV Hambourg   | Max-Schmeling-Halle, Berlin Affluence : 8 206 Arbitrage : Jonas Eliasson, Anton Palsson |
| 17 mai 2015 17h30 | Igropoulo, Nenadić 6 | (16 - 13) | Kentin Mahé 10 | Max-Schmeling-Halle, Berlin Affluence : 8 206 Arbitrage : Jonas Eliasson, Anton Palsson |
| 17 mai 2015 17h30 | ×3 ×4                | Rapport   | ×3 ×4 ×1       | Max-Schmeling-Halle, Berlin Affluence : 8 206 Arbitrage : Jonas Eliasson, Anton Palsson |

### Les champions d'Europe
| Champion d'Europe - Coupe de l'EHF 2014-2015 Füchse Berlin 1er titre |

## Statistiques
| Rang | Joueur           | Équipe              | Buts |
| ---- | ---------------- | ------------------- | ---- |
| 1    | Staš Skube       | RK Gorenje Velenje  | 81   |
| 2    | Kentin Mahé      | HSV Hambourg        | 69   |
| 3    | Mario Šoštarič   | RK Gorenje Velenje  | 58   |
| 4    | Adrian Pfahl     | HSV Hamburg         | 55   |
| 5    | Viktor Östlund   | Eskilstuna Guif     | 54   |
| 6    | Michael Damgaard | Team Tvis Holstebro | 51   |
| 7    | Patrick Wiesmach | Team Tvis Holstebro | 49   |
| 7    | Daniel Petterson | Eskilstuna Guif     | 49   |
| 7    | Mathias Tholin   | Eskilstuna Guif     | 49   |
| 10   | Morten Balling   | Skjern Håndbold     | 48   |